# Darío Javier Franco Gatti
Darío Javier Franco Gatti (Cruz Alta, província de Córdoba, Argentina, 17 de gener de 1969) és un exfutbolista i entrenador argentí. També té la nacionalitat mexicana.
Va iniciar-se a les files del Newell's Old Boys del seu país, per jugar després a la lliga espanyola amb el Reial Saragossa. El 1995 marxa a Mèxic per militar al'Atlas. Tres anys després, fitxa pel Monarcas, on guanyaria la lliga mexicana d'hivern del 2000.
Internacional per l'Argentina, va formar part del combinat del seu país a les Copes Amèrica de 1991 i 1993. A la primera, guanyada pels argentins, Darío Franco marcà dos gols.
En la seua faceta d'entrenador, va començar amb els Tecos UAG, de Mèxic, però va ser acomiadat als tres partits. La temporada 08/09 va córrer la mateixa sort, ara amb l'Atlas.